# Taeniolinum integer
Taeniolinum integer är en mångfotingart som först beskrevs av Chamberlin 1926.  Taeniolinum integer ingår i släktet Taeniolinum och familjen Ballophilidae.
Artens utbredningsområde är Panama. Inga underarter finns listade i Catalogue of Life.